# Тюрин, Юрий Дмитриевич
Ю́рий Дми́триевич Тю́рин (20 сентября 1937, Москва — 10 октября 1997, там же) — советский легкоатлет, мастер спорта СССР, Заслуженный тренер СССР. Чемпион СССР 1963 года.

## Биография
Юрий Дмитриевич Тюрин родился 20 сентября 1937 года в Москве. Окончил МВТУ имени Н. Э. Баумана. 
Чемпион СССР 1963 года в беге на 5000 м. Победитель и призёр многих международных соревнований.
После окончания карьеры спортсмена работал главным тренером сборных СССР, РСФСР и Москвы по бегу в 1975—1992 годах, в том числе на Олимпийских играх 1980 года.
В 1980 году ему был вручен Орден «Знак Почёта».
Скончался 10 октября 1997 года. Похоронен на 37-м участке Химкинского кладбища в Москве.